# أول كريستيان اولسن
أول كريستيان اولسن (بالنرويجية البوكمول: Ole Kristian Olsen)‏ هو لاعب كرة قدم نرويجي، ولد في 25 يوليو 1950. شارك مع منتخب النرويج تحت 19 سنة لكرة القدم ومنتخب النرويج تحت 21 سنة لكرة القدم ومنتخب النرويج لكرة القدم. أما مع النوادي، فقد لعب مع نادي ميوندالن.

## وصلات خارجية
- أول كريستيان اولسن على موقع اتحاد النرويج (النرويجية)
- أول كريستيان اولسن على موقع قاعدة بيانات كرة القدم.إي يو (الإنجليزية)
- أول كريستيان اولسن على موقع عالم كرة القدم.نت (الإنجليزية)